# Schloss Dottenwil

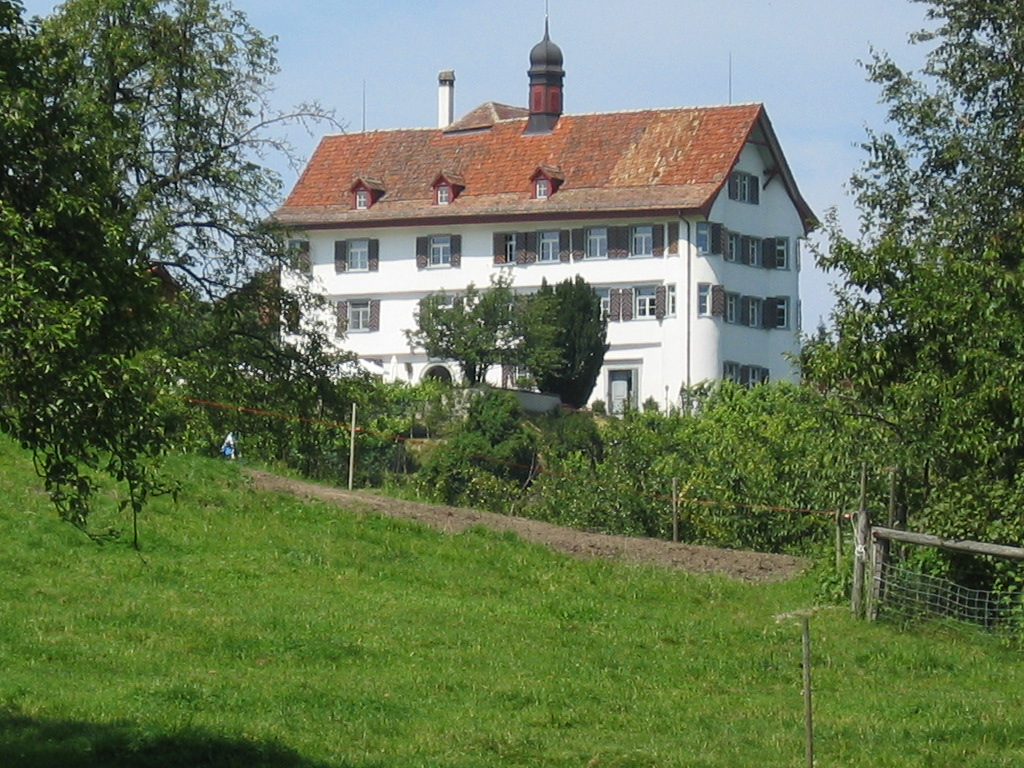
Schloss Dottenwil im Sommer

Der Schlosssaal als Gaststube

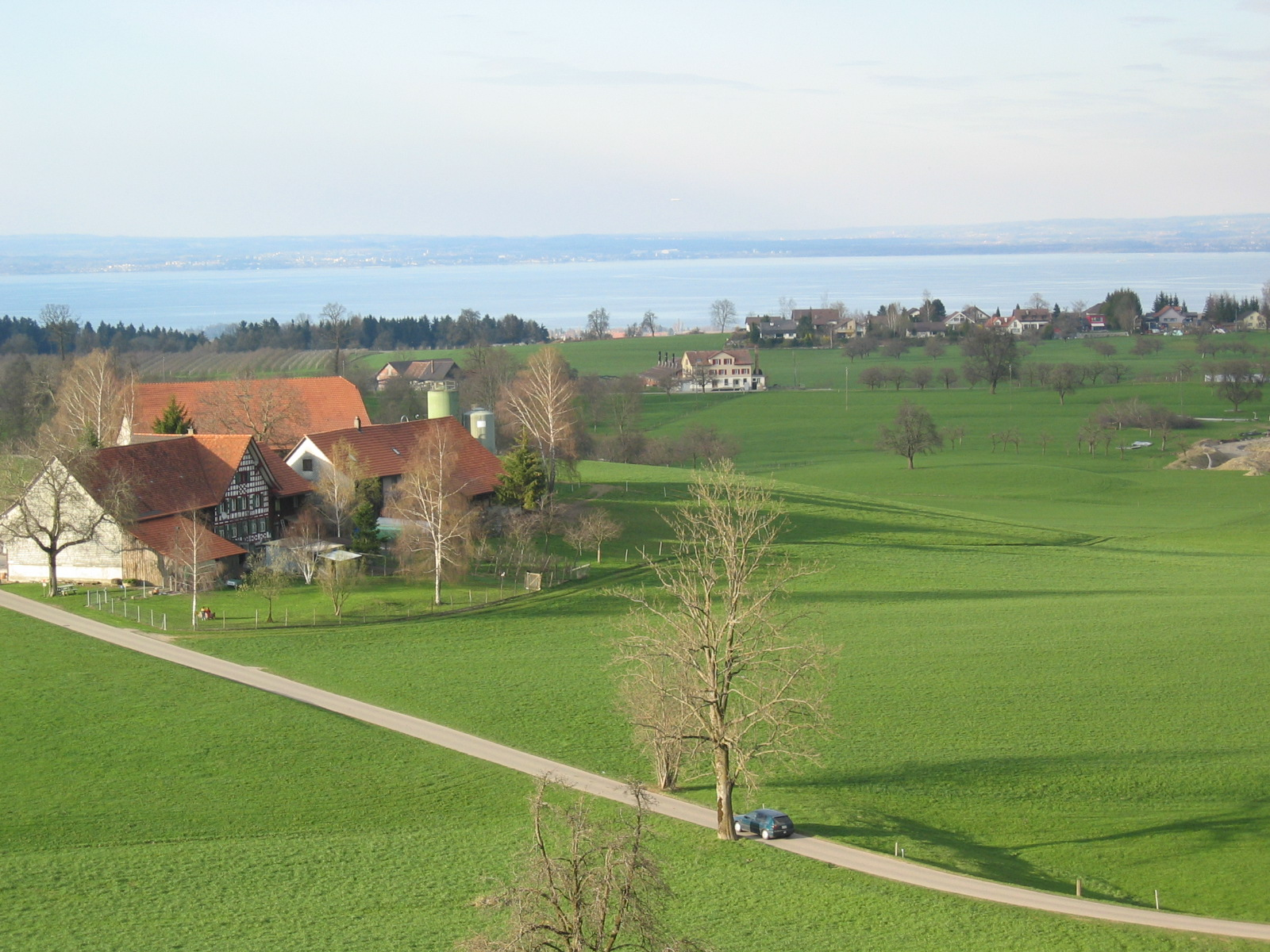
Aussicht vom Schloss Dottenwil Richtung Bodensee

Künftige Museumsräumlichkeiten im Dachgeschoss

Das Schloss Dottenwil liegt auf 617 Meter über Meer auf einem Drumlin nord–westlich des Weilers Dottenwil der Gemeinde Wittenbach im Kanton St. Gallen. Eigentümerin ist die politische Gemeinde Wittenbach. Träger sind die Gemeinde Wittenbach mit den Vereinen „Museumsgesellschaft Wittenbach“ und „Interessengemeinschaft (IG) Schloss Dottenwil“.

## Geschichte
Eine erste Erwähnung des Gutes Dottenwill erfolgte im Jahr 1302, aber erst 1543 erbaute Peter Graf auf dem Gut ein Schlösschen, das seine Tochter Weibratha gemeinsam mit dem Gutshof 1587 erbte. Sie war mit Konrad Atzenholz verheiratet, einem Abkömmling eines Tiroler Adelsgeschlechtes, das sich Atzenholz von Tattenweiler (Tattenwiler) nannte. Er erweiterte das von seinem Schwiegervater erbaute Schlösschen durch Verlängerung nach zwei Seiten und Anfügen von Ecktürmen. Margaretha, die gemeinsame Tochter des Paars, heiratete Christoph Buffler und brachte unter anderem Schloss und Gut Dottenwil mit in die Ehe.
Anschliessend wechselte der Besitz zum Anfang des 19. Jahrhunderts mehrere Male den Eigentümer, ehe 1807 Johann Baptist Blattmann, alt Statthalter aus Aegeri, das Schloss für 7000 Gulden erwarb. Er errichtete neben dem Schloss ein grosses Kurhaus und legte einen prachtvollen Garten an. Die Hotellerie und Molken-Kuranstalt erfreute sich grösster Beliebtheit und war sehr bekannt. Allerdings machte Blattmann hohe Schulden, sodass seine Kreditoren das Anwesen 1816 öffentlich versteigern liessen. Dabei wurde es für 12'000 Gulden von Caspar Bernet, Regierungsrat von St. Gallen, erworben. 1825 wurde das fast neue Kurhaus zur Hälfte in eine Stallscheune umgebaut.
In der Folgezeit wechselten die Schlosseigentümer durch Vererbung und Verkäufe erneut mehrere Male. Am 18. Juli 1886 erwarb die politische Gemeinde Wittenbach das Schlossgut, um dort ein Armen- und Altersheim einzurichten. Vier Jahre später wurde 1890 ein Dachreiter mit Glocke auf dem First des Schlossgebäudes installiert. Am Neujahrstag des Jahres 1901 fiel das Kurhaus einem Brand zum Opfer, wurde aber in der Folgezeit in ähnlicher Gestalt, jedoch deutlich kleiner, wiederaufgebaut.

## Renovationsarbeiten
In den 1950er und 1960er Jahren erfolgten Renovationsarbeiten, bei denen unter anderem 1957 der hinter dem Haus vorhandene Zugbrunnen abgebrochen und zugedeckt wurde. Im Inneren der Gebäude gingen bei diesen Arbeiten allerdings auch Innenausstattung mit Malereien und Intarsien verloren. Lediglich Fragmente wurden gerettet und gelangten 1962 ins Ortsmuseum. Die neugotische Kapelle wurde modernisiert, die alten Stationsbilder gelangten leihweise in die Kapelle Oberrindal.
Nachdem Ende 1997 der Altersheimbetrieb im Schloss eingestellt worden war, wurden bis 1998 mehrerer Dutzend Nutzungsmöglichkeiten für die Gebäude geprüft. Der Gemeinderat willigte schliesslich ein, das Schloss einer Interessengemeinschaft zur Verfügung zu stellen, die dort ein Museum sowie ein Begegnungs- und Kulturzentrums aufbauen wollte. Es war zunächst ein Probebetrieb von zwei Jahren vorgesehen. Silvester 2001 erfolgte dann die Unterzeichnung eines Leihvertrages zwischen der Gemeinde einerseits und der Interessensgemeinschaft sowie der Museumsgesellschaft Wittenbach andererseits, der die Fortführung der 1998 begonnenen Nutzung ermöglichte.
Mit dem Start des Probebetriebes begannen intensive Renovations- und Instandsetzungsarbeiten im und um das Schloss. Die Gemeinde sanierte die Fassaden und Fenster, während die Interessengemeinschaft die von ihr erwirtschafteten Mittel in die Sanierung der Innenräume investierte. Für die Zeit von 1998 bis 2004 wurden geschätzte 30'000 Stunden ehrenamtliche Arbeit in das Schloss Dottenwil investiert.
Im Jahre 2002 genehmigte die Bürgerversammlung einen Kredit von ca. 1,1 Millionen Franken für die Sanierung derjenigen Räume, die von der Museumsgesellschaft für die Unterbringung des Ortsmuseums genutzt werden. In einer ersten Etappe wurden das Dachgeschoss und das Zimmer im Westbereich des zweiten Stocks (Schulzimmer) sowie das Treppenhaus vom ersten Stock ins Dachgeschoss saniert. In einer zweiten Etappe folgte die Sanierung der Werkstatt und des Katzenstalles. Der Schopf hinter dem Schloss wurde zu einem Gerätehaus für die historischen Werkzeuge aus Haushalten, Bauernbetrieben und insbesondere der ehemaligen genossenschaftlichen Mosterei Wittenbach.

## Rebberg
In den Jahren 2001 und 2002 wurde der nach Süden gerichtete Teil des zwischen etwa 600 – 615 Meter über Meer gelegenen Schlosshügels auf rund 33 Aren mit pilzwiderstandsfähigen etwa 700 Reben der weissen Rebsorte Johanniter und etwa 1000 Reben roten Gamarets bestockt. Die Pflege des Rebbergs und der Reben, und die Ernte der Trauben wird durch 25 „Reblüt“ der Interessengemeinschaft Schloss Dottenwil besorgt. Kelterung, Ausbau und Flaschenfüllung erfolgen bei einem in Berneck SG ansässigen Weingut.
Im Jahr 2018 fiel die Ernte ungewöhnlich reich aus. Es konnten rund 1500 Kilogramm Johanniter- und rund 1600 Kilogramm Gamaret-Trauben gelesen werden. 2017 war es nicht einmal die Hälfte hiervon gewesen. 2022 belief sich die Ernte auf 687 kg Johannitertrauben mit einem Mostgewicht von 91 Grad Oechsle und 715 kg Gamarettrauben mit 87 Oechsle.
Der Gamaret wird meist im Barrique ausgebaut, kommt seit einigen Jahren aber auch als Roséwein in die Flaschen. Aus Gamaret wird auch ein Likörwein nach Art eines Portweins erzeugt. Und aus den vergorenen Gamaret-Trestern destilliert eine Lohnbrennerei in Marbach einen Tresterbrand (Marc), der dann im Eichenfässchen reift. Gelegentlich wird auch ein Verjus erzeugt.
Die Weine und das Destillat werden in der Gastwirtschaft des Schlosses ausgeschenkt und sind dort auch „über die Gasse“ erhältlich.

## Nutzung
Im Schloss befinden sich das Ortsmuseum der Museumsgesellschaft, eine Galerie für Gegenwartskunst, und die von wechselnden Freiwilligen des Vereins „Interessengemeinschaft Schloss Dottenwil“ betriebene Gastwirtschaft. Das Schloss und seine große Gartenwirtschaft liegen an herrlicher Aussichtslage mit Blick auf Bodensee und Alpstein.
Im Rahmen eines Jahresprogramms werden verschiedene kulturelle Veranstaltungen geboten, wie Ausstellungen und Konzerte. Unterbrochen durch eine längere Winter- und kurze Sommerpause, ist jeweils am Samstag und Sonntag geöffnet.
2011 wurde die IG Schloss Dottenwil von der Schweizerischen Gemeinnützigen Gesellschaft (SGG) mit dem Freiwilligenpreis ausgezeichnet. 2023 wurde das 25-Jahre-Jubiläum gefeiert.